# Labosse
Labosse település Franciaországban, Oise megyében. Lakosainak száma 457 fő (2022. január 1.). Labosse Boutencourt, La Houssoye, Lalandelle, Porcheux, Le Vaumain, Le Vauroux és Flavacourt községekkel határos.

## Népesség
A település népességének változása:
| Lakosok száma | 447  | 444  | 458  | 443  | 443  | 442  | 445  | 448  | 457  |
|               | 2013 | 2015 | 2016 | 2017 | 2018 | 2019 | 2020 | 2021 | 2022 |